# Paul-Jean Charles
Le bienheureux Paul-Jean Charles (Frère Paul) est un religieux catholique français, mort le 25 août 1794 sur les pontons de Rochefort.

## Biographie
Prieur cistercien de Sept-Fons au moment de la Révolution, il est chassé de l'abbaye avec les autres moines. 
Ayant refusé le serment à la Constitution civile du clergé, il est déporté sur les pontons de Rochefort.
Il est béatifié par Jean-Paul II le 1er octobre 1995.

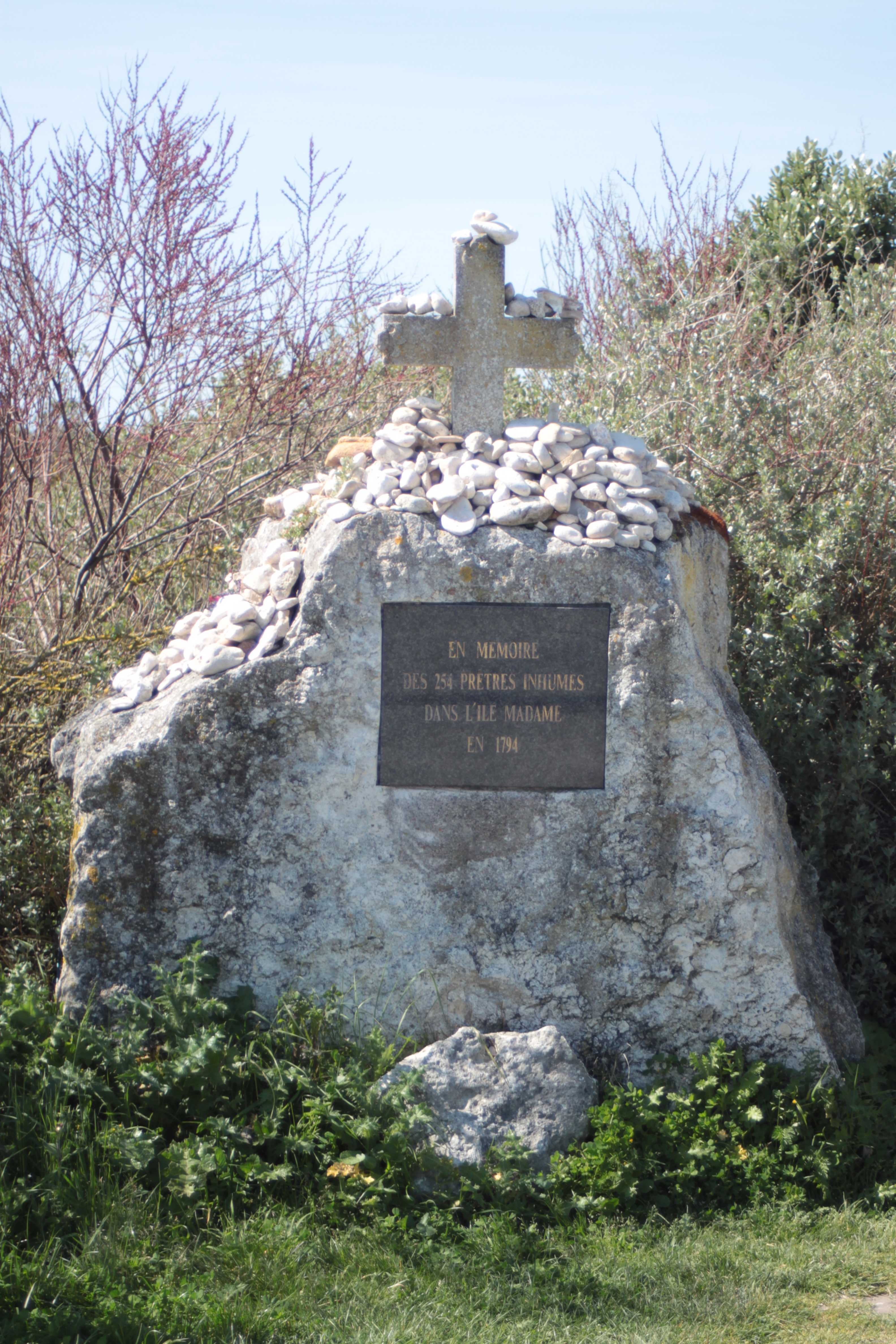
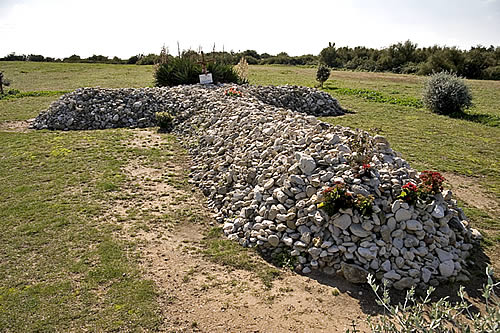

## Sources
- abbé Yves Blomme, Les Prêtres déportés sur les Pontons de Rochefort, Bordessoules, 1994